# Luis Gabriel Rey
Pour les articles homonymes, voir Rey.
Luis Gabriel Rey, né le 20 février 1980 à Bucaramanga (Colombie), est un footballeur colombien, qui évolue au poste d'attaquant au Club América. Au cours de sa carrière il évolue à l'Atlético Bucaramanga, au Lobos de la BUAP, à Potros Zitacuaro, au CF Acapulco, au CF Atlante, à Monarcas Morelia, au CF Pachuca et aux Jaguares de Chiapas ainsi qu'en équipe de Colombie.
Rey marque quatre buts lors de ses seize sélections avec l'équipe de Colombie entre 2003 et 2007. Il participe à la Copa América en 2007 avec l'équipe de Colombie.

## Biographie
Il fait ses débuts au CA Bucaramanga en 2000 avant de s'expatrier au Mexique en 2001 dans les divisions inférieures.
Après trois saisons dans trois différents clubs, il intègre en 2002 la première division mexicaine au CF Atlante puis Monarcas Morelia et le CF Pachuca avant de retourner au CF Atlante.
Grâce à ses performances en club, il est appelé à plusieurs reprises en équipe de Colombie disputant notamment la Copa America 2007 au Venezuela.

## Palmarès

### En équipe nationale
- 16 sélections et 4 buts avec l'équipe de Colombie entre 2003 et 2007

### Avec le CF Pachuca
- Vainqueur de la SuperLiga en 2007
- Vainqueur de la Coupe des clubs champions de la CONCACAF en 2008

### Avec le CF Atlante
- Vainqueur de la Ligue des champions de la CONCACAF en 2009

### Avec Monarcas Morelia
- Vainqueur de la SuperLiga en 2010